# Miers Valley
Das Miers Valley ist ein Tal unmittelbar südlich des Marshall Valley und westlich des Koettlitz-Gletschers an der Scott-Küste des ostantarktischen Viktorialands. Das Tal ist abgesehen vom Miers-Gletscher im oberen Abschnitt und dem zentral gelegenen Lake Miers eisfrei.
Kartiert und benannt wurde das Tal von Teilnehmern der Terra-Nova-Expedition (1910–1913) unter der Leitung des britischen Polarforschers Robert Falcon Scott. Der Namensgeber ist unbekannt.